# قیف بوخنر

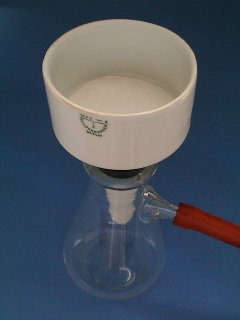
قیف بوخنر متصل به بالن بوخنر

قیف بوخنر (به انگلیسی: Büchner funnel) یکی از وسایل آزمایشگاهی است که برای تصفیه و خالص سازی مواد به وسیله نیروی مکش، به کار برده می‌شود. این قیف معمولاً از پرسلان «چینی» درست شده ولی نوع شیشه‌ای و پلاستیکی آن نیز موجود می‌باشد. در بالای این وسیله یک سیلندر سوراخ دار وجود دارد که آن را از قیف متمایز می‌سازد. قیف  Hirsch نیز طرحی مشابه دارد ولی برای مقدار کمی از مواد به کار می‌رود. مهم‌ترین تفاوت این که ظرف آن کوچکتر می‌باشد.
وسیله فیلترکننده یک کاغذ صافی است که بر روی ظرف قرار می‌گیرد و ماده مورد نظر روی آن ریخته می‌شود. سپس آب ماده ریخته شده توسط نیروی مکش و خلا به پایین سرازیر می‌شود.
این وسیله معمولاً در آزمایشگاه‌های شیمی آلی برای جداسازی رسوبات بلورین مورد استفاده قرار می‌گیرد. نیروی مکش باعث می‌شود که که آب اضافی آن‌ها خارج شده و بلورهای خالص به دست آیند.
همچنین می‌توان برای خالص سازی بیشتر از حرارت یا دیگر روش‌ها نیز استفاده کرد.
تصور می‌شود این قیف متعلق به برنده جایزه نوبل ادوارد بوخنر باشد ولی در حقیقت این وسیله توسط یک شیمیدان صنعتی به نام ارنست بوخنر ساخته شده‌است.

یک قیف بوخنر

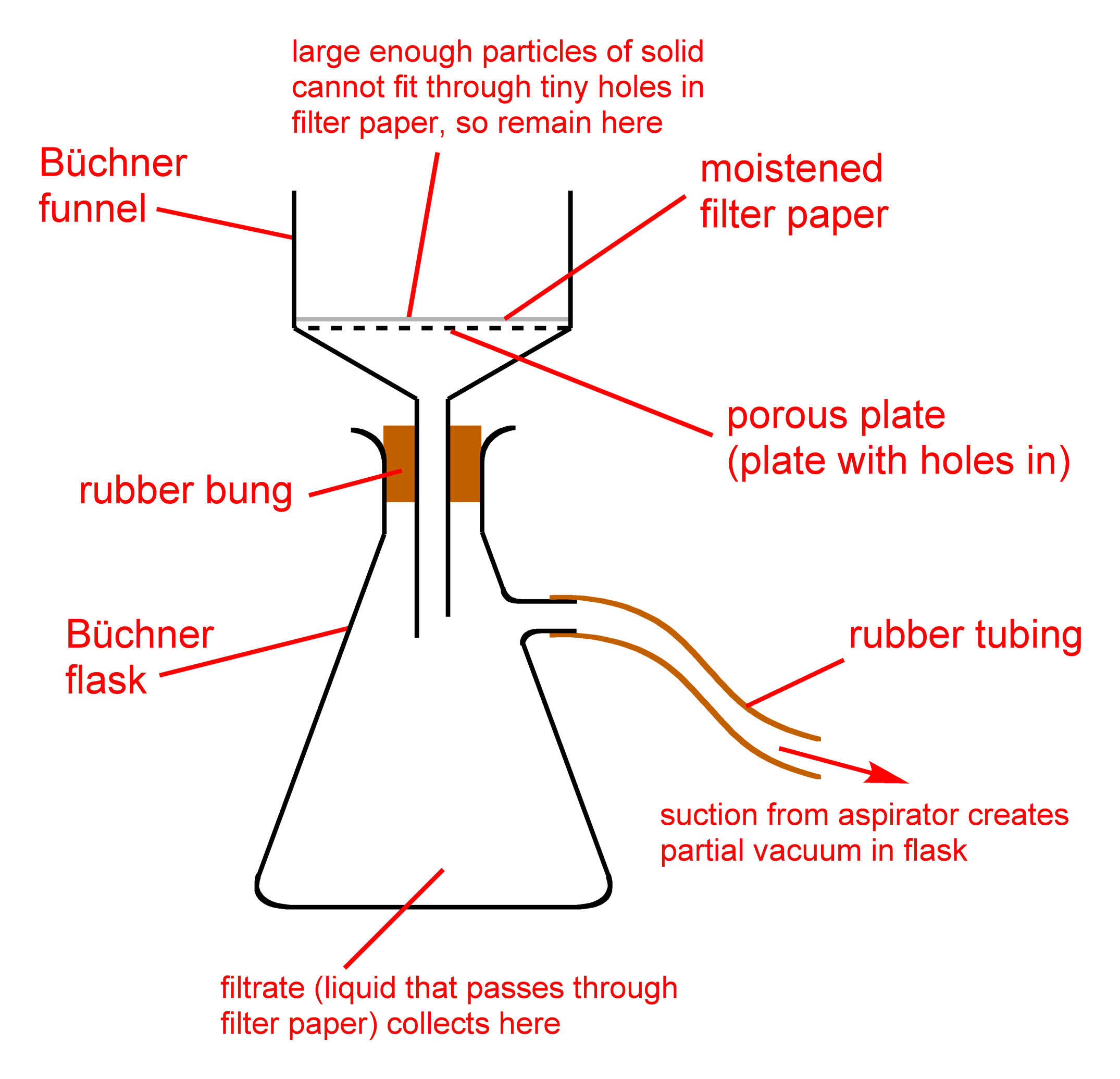
دیاگرام تنظیم فیلتراسیون با استفاده از بالون بوخنر